# No Regret Life
No Regret Life（ノー リグレット ライフ）は、2001年に結成され、2005年2月にシングル「メロディー」でデビューした日本の3人組ロックバンド。略称は「ノーリグ」。2013年7月6日をもって解散。

## メンバー
- 小田和奏（おだ かずそう 1980年1月17日 - ）ボーカル、ギター担当。

広島県広島市安佐北区可部出身。
2012年、つばきのトリビュートアルバム『つばきフレンズ』に参加。
2013年、LOST IN TIMEのオリジナルアルバム『LIFE IS WONDER』に参加。
SWANKY DOGSのオリジナルアルバム『何もない地平線の上から』にサウンドプロデューサーとして参加。
2016年、テレビアニメ『ジョジョの奇妙な冒険・3rd Season ダイヤモンドは砕けない』のオープニング曲『Crazy Noisy Bizarre Town』の作曲を担当。同曲のディレクション及びコーラスとしても参加している。上記楽曲がリリースされた4月27日、同アニメ1st Seasonオープニング曲『BLOODY STREAM』の歌唱、及び、2nd Seasonオープニング曲『ジョジョ その血の記憶〜end of THE WORLD〜』を歌ったユニット“JO☆STARS”のメンバーの一人・Codaであったことを明らかにした。
2018年には同アニメの4th Seasonとなる『黄金の風』のオープニング曲『Fighting Gold』も歌唱している。
- 松村元太（まつむら げんた 1979年7月9日 - ）ベース、コーラス担当。

神奈川県出身。
- 橋口竜太（はしぐち りゅうた 1981年12月31日 - ）ドラム、コーラス担当。

鹿児島県鹿屋市出身。

## 来歴
- 2001年
  - 1月、鹿児島県鹿屋市で小田和奏、橋口竜太を中心として「No Regret Life」を結成。
  - 11月、ベース脱退と同時に松村元太加入し、現在のメンバーが揃う。
- 2002年
  - 11月、アルバム『Tomorrow Is The Another Day』発売。
- 2003年
  - 5月、ELLEGARDENと対バンを行う。この対バンが縁となり、後に現事務所と出会う。
- 2004年
  - 4月、ミニアルバム『My Life, My Song, My Mind』発売。
- 2005年
  - 2月9日、1枚目のシングル「メロディー」発売し、メジャーデビューする。このシングル以降は現在までSony Music Associated Recordsからの発売となる。
  - 6月8日、2枚目のシングル「失くした言葉」発売。
  - 11月2日、3枚目のシングル「あの日の未来」発売。
  - 12月31日、「COUNTDOWN JAPAN」の05/06に出演。
- 2006年
  - 2月1日、1枚目のアルバム『Sign』発売。
  - 2月8日、下北沢SHELTERを皮切りに、4月7日のフルハウスの新宿LOFTまで全32本の全国ツアーを敢行。また、宮城県仙台で行われる春フェスARABAKI ROCK FEST.にも参加した。
  - 7月12日、初のバンドスコア『sign』をドレミ音楽出版社より発売。
  - 7月19日、4枚目のシングル「憧れの果て」発売。その後、7月22日に行われた仙台DISCO INFERNO’06を皮切りに、ROCK IN JAPAN FESTIVALを始めとする10本あまりのロックフェスティバルに参加した。
  - 11月8日、5枚目のシングル「右手の在処」発売。さらに10月から12月にかけて20本あまりの全国ツアー「Autumn Back」を行う。
  - 12月31日、「COUNTDOWN JAPAN」の06/07に出演。
- 2007年
  - 2月14日、6枚目のシングル「Day by day」発売。
  - 3月14日、2枚目のアルバム『Allegro』発売。
- 2008年
  - 8月13日、7枚目のシングル「Can't Explain」発売。
  - 10月22日、3枚目のアルバム『Wheels Of Fortune』発売。その後、40本あまりの全国ツアー「Wheels Of Fortune TOUR 2008-2009」を行う。
- 2010年
  - 7月24日、それまで所属していたSony Music Associated Records、GROWING UPから離れ、自主レーベル「spiral-motion」を設立。
  - 9月23日、spiral-motionに移籍して初めてのミニアルバム『Magical Destiny e.p.』を通販・ライブ会場限定で発売。
- 2011年
  - 8月5日、アコースティックシングル「Private works 01」を通販・ライブ会場限定で発売。
  - 9月21日、4枚目のアルバム『Discovery』発売。
- 2012年
  - 2月7日、アコースティックシングル「Private works 02」を通販・ライブ会場限定で発売。
- 2013年
  - 1月1日、7月6日の新代田FEVERでのワンマンライブをもって、活動終了、解散することを発表。
  - 5月24日、ラストツアー「No Regret Life LAST TOUR 2013 "Memory & Record"」をスタート。最後の音源となるミニアルバム『Memory & Record e.p.』を通販・ライブ会場限定で発売。

## ミュージックビデオ
| 監督         | 曲名                                                                 |
| 上野コオイチ | 「Day by day」「右手の在処」「右手の在処 (Live Ver.)」「憧れの果て」 |
| DAVID春山    | 「あの日の未来」「メロディー」「失くした言葉」                       |
| 三輪たける   | 「Can't Explain」「ハルカカナタ」                                    |

## タイアップ一覧
| 使用年 | 曲名          | タイアップ                                                                   |
| ------ | ------------- | ---------------------------------------------------------------------------- |
| 2005年 | 失くした言葉  | テレビ東京系アニメ『NARUTO -ナルト-』エンディングテーマ（第129話 - 第141話） |
| 2005年 | あの日の未来  | TBS系『COUNT DOWN TV』2005年11月度オープニングテーマ                         |
| 2007年 | あの日の未来  | 毎日放送『みんなの甲子園』エンディングテーマ                                 |
| 2008年 | Can't Explain | FM岩手『朝のペパーミントタイム』8月度エンディングテーマ                      |
| 2009年 | 迫る夕暮れ    | 毎日放送『みんなの甲子園』テーマソング                                       |

## 主なライブ

### ワンマンライブ・主催イベント
- 2008年10月23日-12月12日 - Wheels Of Fortune TOUR 2008-2009
- 2010年09月23日 - No Regret Life presents "wonderful tonight!! vol.6"
w/SOUTH BLOW/GENERAL HEAD MOUNTAIN
- 2010年10月10日-12月18日（23公演） - No Regret Life TOUR 2010
w/he/the HANGOVERS/ゴーストノート/HARTONE/へきれき/SAY MY NAME./赤靴/AJISAI/e-sound speaker/SuiseiNoboAz/Prague/FIT/ボヤケルズ/codomotona(WONDERS)/Far apart Daily life/GINBACK/明日、照らす/NEWLIFE（O.A）/DOOKIE FESTA/Prof.Moriarty&Smiley-Todd/ザ・ガールハント/GRAND COLOR STONE/hare-brained unity
- 2010年12月23日 - No Regret Life presents wonderful tonight!!vol.7〜year end special!!
w/つばき/テルスター/SOUTH BLOW/柿澤秀吉（秀吉）/butterfly inthe stomach/フタリロストインタイム/hare-brained unity/伊藤文暁
- 2011年01月15日 - No Regret Life presents "wonderful tonight!! vol.8〜10th Anniversary special one-man"
- 2011年10月05日-2012年01月28日（29公演） - No Regret Life TOUR 2011-2012 "Discovery"
- 2012年02月07日-03月02日（16公演） - 小田和奏弾き語りツアー「in my room, in your town.」
w/キクチユウスケ（plane）/ 金廣真悟（グッドモーニングアメリカ）/ せきしん（SOUTH BLOW）/ 有吉裕樹（Nobel）/ 松本俊（AJISAI）/ 宮崎アツシ（ゆらん）/ 中村翔太（PINCH COX）/ モリシー（covo, TSUNAGI）/ 佐々木健太郎（アナログフィッシュ）/ 高橋俊介（ミゾオチ）/ 万貴音 / 奥野涼（KIDS）/ 中村維俊（THE YOUTH）/ 斎藤ネコ
- 2013年02月07日-21日（8公演） - 小田和奏×岩崎慧（セカイイチ）「慧と和奏の酔いどれ唄紀行」
- 2013年05月24日-07月06日（12公演） - No Regret Life LAST TOUR 2013 "Memory & Record"
w/アルカラ/グッドモーニングアメリカ/明日、照らす/soulkids/LOVE LOVE LOVE/ゴーストノート/AJISAI/GLARE SOUNDS PROJECTION/ポラリスカブ/ircle/オノマトペ/ALFRED/satellite blue metro/セカイイチ/Jake Stone Garage

### 出演イベント
- 2007年10月21日 - MEGA☆ROCKS 2007
- 2008年5月11日 - BEA presents F-X
- 2008年5月3日 - GOING KOBE'08
- 2008年7月21日 - 蓮沼2008裏
- 2008年11月24日 - Treasurebox@shibuya
- 2009年3月20日 - MUSIC CUBE 09
- 2009年5月 - SAKAE SP-RING 2009
- 2009年9月11日 - INDICATOR 09
- 2010年1月17日 - volcano10
- 2011年10月8日 - MEGA☆ROCKS 2011
- 2012年10月12日-26日（3公演） - つばきフレンズ レコ発ワンマンツアー（出演は小田和奏のみ）
- 2013年12月1日 - GMC2013（出演は小田和奏のみ）

## ラジオ
1. One Night, One Life（FM79.5「NACK5」にて、毎週金曜日23:30 - 24:00。小田和奏による）